# 李巧云 (1944年)
李巧云（1944年4月—），女，汉族，江苏苏州人，中华人民共和国政治人物，曾任北京市革命委员会副主任，北京市妇女联合会主席，中国共产党第十一届中央委员会候补委员。